# Биттерфельд
Би́ттерфельд (нем. Bitterfeld [ˈbɪtɐfɛlt]) — район города Биттерфельд-Вольфен в Германии, в земле Саксония-Анхальт, район Анхальт-Биттерфельд. Население — 15 709 чел. Занимает площадь 27,85 км².

## Компании
- Viverso GmbH (Bayer AG)
- Bayer Bitterfeld GmbH (Bayer AG)
- Akzo Nobel Chemicals GmbH
- Degussa AG
- Dow Wolff Cellulosics
- Heraeus Tenevo AG / Heraeus Quarzglas GmbH & Co. KG
- Linde AG Geschäftsbereich Linde Gas
- Q-Cells SE
- Solvay Interox Bitterfeld GmbH

## Известные уроженцы
- Бонштедт, Александр Рейнхольд (1839—1903) — немецкий ботаник и педагог.